# 최두연
최두연(崔斗淵, 1893년~?)은 조선유도연합회(朝鮮儒道聯合會)의 상임이사로 활동했던 인물이다.
1893년 2월 27일 경기도 양주에서 태어났다. 1912년 3월 경성고등보통학교를 졸업했다.
1923년 3월 경상남도 의령군수로 부임했다. 1928년 11월 정7위로 쇼와천황 즉위기념 대례기념장을 받았다. 그해 12월 경상남도 밀양군수(고등관 5등)로 재직하였다.
1929년 6월 조선박람회 경상남도협찬회 평의원을 맡았고 1931년 12월 경상남도 하동군수로 전임해 근무하면서 하동군농회 회장을 겸했다.
1932년 10월 종6위로 조선쇼와5년국세조사기념장을 받았다. 1934년 9월 경상남도 동래군수로 부임해 재직하였다.
1935년 4월 퇴직하였다.
퇴직 후, 1935년 5월 경상남도 산업부 농촌진흥 사무촉탁에 위촉되었다. 1937년부터 1941년까지 조선총독부 학무국 사회교육과 촉탁을 맡았다.
1939년 11월 조선유도연합회(朝鮮儒道聯合會)의 상임이사를 맡았다.

## 참고 문헌
- 친일인명사전편찬위원회 (2009년 11월). 〈최두연〉. 《친일문제연구총서 인명편 3(ㅇ~ㅎ) 친일인명사전》. 서울. 700~701쪽.